# Gråhundbus
Gråhundbus är ett danskt bussbolag som kör bussar i linjetrafik från Köpenhamn till Malmö, Rønne (Bornholm) och Berlin.